# جون وودز (سياسي)
جون وودز (بالإنجليزية: John Woods)‏ هو مُحرِّر وصحفي ومحامي وسياسي أمريكي، ولد في 18 أكتوبر 1794 في الولايات المتحدة، وتوفي في 30 يوليو 1855 في الولايات المتحدة. حزبياً، نشط في الحزب الوطني الجمهوري ‏. وقد انتخب عضو مجلس النواب الأمريكي.